# Піанкашо

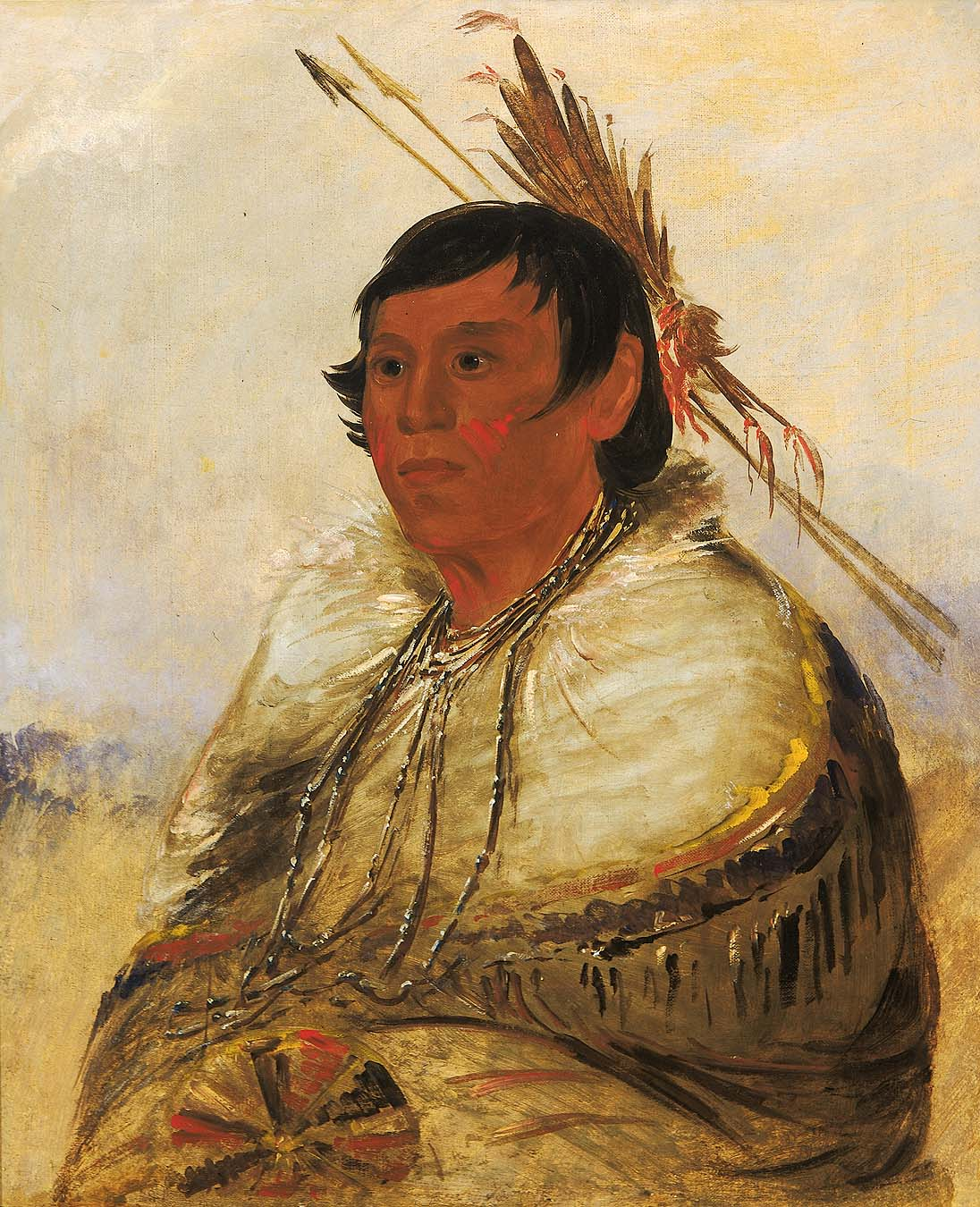
Воїн племені піанкашо Ні-а-ко-мо (Ni-a-có-mo). Малюнок Георга Кетліна. 1830

Піанкашо, піанкешо або піангічіа (англ. Piankeshaw, Piankashaw or Pianguichia) — зникле індіанське плем'я, корінний народ Північно-східного Вудленду, їхня мова відносилася до алгонкінської мовної сім'ї Маямі-іллінойс. Піанкашо були членами племені маямі, які жили окремо від решти нації Маямі, тому вони були відомі як Піянкіхшіакі («відокремлені» від інших, спів.: Peeyankihshia — «людина Піанкешо»). Коли європейські поселенці прибули в регіон у 1600-х роках, піанкешо жили в районі вздовж південної частини річки Вобаш, яка зараз протікає західною Індіаною та Іллінойсом. Їхня територія була на північ від Кікапу (навколо Вінсенна) і на південь від Веа (з центром в Уіатеноні). Вони були тісно пов'язані з веа, іншою групою маямі. Піанкашо жили також вздовж річки Верміліон у 1743 році.
Піанкашо зазвичай перебували у мирних стосунках із європейцями. Під час війни за незалежність США вони виступали на боці американців. Але після війни змушені були вступати у зіткнення з білими поселенцями, які прагнули захопити індіанські землі. У Північно-західній індіанській війні піанкашо не брали участі, хоч і входили до Північно-західної індіанської конфедерації, але зазнавали нападу американців. Президент США Джордж Вашингтон був змушений видати прокламацію, яка забороняла нападати на піанкашо. Частина піанкашо взяла участь у війні Текумсе.
Після поразки Конфедерації Текумсе піанкашо продали свої землі і разом із спорідненими веа перемістилися на Територію Міссурі, де вони залишалися до 1832 року. Коли землі піанкашо заполонили білі поселенці, вони переїхали спочатку до Канзасу, а потім, 1867 року, на Індійську територію.
Сьогодні нащадки Піанкашо разом із Каскаскіа та Веа зараховані до федерально визнаного племені індіанців Оклахоми Пеорія.